# Bugtitherium
Bugtitherium é um extinto gênero de antracoterídeos do final do Oligoceno.
Dentes incisivos que Pilgrim (1908) se refere como pertencentes ao gênero Bugtitherium foram reconhecidos como, em vez disso, pertencentes às espécies do gênero Paraceratherium.